# Новое Гущино
Новое Гущино — деревня в Косинском районе Пермского края. Входит в состав Косинского сельского поселения. Располагается южнее районного центра, села Коса. Расстояние до районного центра составляет 4 км. По данным Всероссийской переписи населения 2010 года, в деревне проживало 4 человека (3 мужчины и 1 женщина).

## История
До Октябрьской революции населённый пункт Новое Гущино входил в состав Косинской волости, а в 1927 году — в состав Чирковского сельсовета. По данным переписи населения 1926 года, в деревне насчитывалось 32 хозяйства, проживало 177 человек (73 мужчины и 104 женщины). Преобладающая национальность — коми-пермяки.
По данным на 1 июля 1963 года, в деревне проживало 48 человек. Населённый пункт входил в состав Косинского сельсовета.